# پرواز ۴۲۳۰ خطوط هوایی اوکراینی-مدیترانه‌ای
پرواز ۴۲۳۰ خطوط هوایی اوکراینی-مدیترانه‌ای یک پرواز مسافری بین‌المللی چارتری هواپیمای یاک-۴۲دی شرکت خطوط هوایی UM اوکراین بود که در سال ۲۰۰۳ سرنگون شد.